# Kris Dunn
Kristofer Michael „Kris“ Dunn (* 18. März 1994 in New London, Connecticut) ist ein US-amerikanischer Basketballspieler, der bei den Los Angeles Clippers in der National Basketball Association (NBA) unter Vertrag steht.

## Laufbahn

### Jugend und College
Dunn wuchs in schwierigen Verhältnissen auf. Seine Mutter verließ Dunns Vater John Seldon sehr früh. Als diese später ins Gefängnis musste, waren Kris Dunn und sein älterer Bruder John auf sich allein gestellt. Erst Jahre später fand Seldon seine beiden Söhne wieder, um die er sich seitdem kümmerte.
Dunn spielte vier Jahre für das Providence College. Aufgrund einer schweren Schulterverletzung absolvierte er in seinem zweiten College-Jahr nur vier Spiele, womit diese Saison als Redshirt gewertet wurde. In seinem dritten Collegejahr gelang Dunn der Durchbruch und er erhielt mehrere Auszeichnungen, darunter als bester Spieler und Verteidiger seiner Conference. Obwohl er bereits zu diesem Zeitpunkt das Interesse von NBA-Mannschaften weckte, entschloss sich Dunn, ein weiteres Jahr an der Hochschule zu bleiben. Erneut gewann er die wichtigsten Auszeichnungen seiner Conference und schloss ebenso sein Studium ab. Er meldete sich anschließend zum NBA-Draftverfahren an.

### NBA

#### Minnesota Timberwolves (2016 bis 2017)
Im NBA-Draftverfahren 2016 wurde Dunn an fünfter Stelle von den Minnesota Timberwolves ausgewählt. Am 26. Oktober erzielte er in seinem ersten NBA-Spiel gegen die Memphis Grizzlies acht Punkte. Insgesamt kam Dunn in seiner Rookie-Saison bei einer durchschnittlichen Einsatzzeit von 17 Minuten auf 3,8 Punkte pro Spiel.

#### Chicago Bulls (2017 bis 2020)
Am 22. Juni 2017 wurde Kris Dunn während der NBA-Drafts zusammen mit Zach LaVine und den Draftrechten an Lauri Markkanen an die Chicago Bulls abgegeben, im Gegenzug wechselten Jimmy Butler und der zuvor von Chicago ausgewählte Justin Patton nach Minnesota.

#### Atlanta Hawks (2020 bis 2021)
Am 28. November 2020 wurde Dunns Vertragsunterschrift bei den Atlanta Hawks bekannt.

#### NBA und G-League (2022 bis 2024)
Im August 2021 wechselte Dunn gemeinsam mit Bruno Fernando im Rahmen eines Spielertauschs, der drei Mannschaften umfasste, zu den Boston Celtics. Wenige Wochen später wurde Dunn zu den Memphis Grizzlies transferiert und anschließend von den Grizzlies vor dem Beginn der Saison 2021/22 entlassen. Dunn spielte ab Januar 2022 in der G-League, ehe er im März 15 Einsätze für die Portland Trailblazers bestritt. In der Saison 2022/23 spielte Dunn erneut in der G-League, diesmal bei den Capital City Go-Go.
Im März 2023 erhielt Dunn einen Zehntagesvertrag bei den Utah Jazz. Er überzeugte bei den Jazz, so dass man nach seinem zweiten Zehntagesvertrag eine Einigung für den Verbleib der Saison 2022/22 erzielte, die auch Optionen für die nächsten beiden Jahren enthielt. Für Utah bestritt Dunn bis 2024 insgesamt 88 NBA-Hauptrundenspiele, in denen er im Durchschnitt 7,4 Punkte erzielte.

#### Los Angeles Clippers (seit 2024)
Im Juli 2024 gab Utah den Aufbauspieler an den Ligakonkurrenten Los Angeles Clippers ab. Im Gegenzug erhielt Utah unter anderem Russell Westbrook sowie die Rechte an Balša Koprivica.

## Karriere-Statistiken

### NBA

#### Hauptrunde
| Saison  | Team      | GP  | GS  | MPG  | FG % | 3P % | FT % | RPG | APG | SPG | BPG | PPG  |
| ------- | --------- | --- | --- | ---- | ---- | ---- | ---- | --- | --- | --- | --- | ---- |
| 2016–17 | Minnesota | 78  | 7   | 17.1 | .377 | .288 | .610 | 2.1 | 2.4 | 1.0 | 0.5 | 3.8  |
| 2017–18 | Chicago   | 52  | 43  | 29.3 | .429 | .321 | .737 | 4.3 | 6.0 | 2.0 | 0.5 | 13.4 |
| 2018–19 | Chicago   | 46  | 44  | 30.2 | .425 | .354 | .797 | 4.1 | 6.0 | 1.5 | 0.5 | 11.3 |
| 2019–20 | Chicago   | 51  | 32  | 24.9 | .444 | .259 | .741 | 3.6 | 3.4 | 2.0 | 0.3 | 7.3  |
| 2020–21 | Atlanta   | 4   | 0   | 11.3 | .083 | .000 | .750 | 1.5 | 0.5 | 0.5 | 0.5 | 1.3  |
| 2021–22 | Portland  | 14  | 3   | 24.0 | .431 | .091 | .944 | 3.5 | 5.6 | 1.6 | 0.2 | 7.6  |
| 2022–23 | Utah      | 22  | 3   | 25.8 | .537 | .472 | .774 | 4.5 | 5.6 | 1.1 | 0.5 | 13.2 |
| 2023–24 | Utah      | 66  | 32  | 18.9 | .470 | .369 | .688 | 2.9 | 3.8 | 1.0 | 0.4 | 5.4  |
| Gesamt  | Gesamt    | 333 | 164 | 23.2 | .437 | .323 | .739 | 3.3 | 4.2 | 1.4 | 0.4 | 7.9  |

#### Playoffs
| Saison  | Team    | GP | GS | MPG | FG % | 3P % | FT %  | RPG | APG | SPG | BPG | PPG |
| ------- | ------- | -- | -- | --- | ---- | ---- | ----- | --- | --- | --- | --- | --- |
| 2020–21 | Atlanta | 5  | 0  | 6.6 | .200 | .000 | 1.000 | 1.0 | 1.0 | 0.4 | 0.4 | 1.2 |
| Gesamt  | Gesamt  | 5  | 0  | 6.6 | .200 | .000 | 1.000 | 1.0 | 1.0 | 0.4 | 0.4 | 1.2 |